# Kelly Stables
Kelly Michelle Stables (26 de janeiro de 1978) é uma atriz norte-americana. No cinema, seu principal papel foi a personagem Samara em O Chamado 2. Participou também de vários episódios da série Two and a Half Men, interpretando a personagem Melissa. Kelly Stables é notável, além de seu talento como atriz, por sua característica física talvez mais marcante: seu tamanho (Kelly tem 1,47m de altura).

## Filmografia
- Spider-Man (2002) (dublê)
- The Haunted Mansion (2003)
- Pride and Prejudice: A Latter-Day Comedy (2003)
- Bring It On Again (2004)
- The Princess Diaries 2: Royal Engagement (2004) (stunts)
- Hoodwinked (2005)
- The Ring Two (2005)(substituiu Daveigh Chase como Samara Morgan)
- Rings (2005)
- Furnace (2006)
- Telling Lies (2006)
- State's Evidence (2006)
- Together Again for the First Time (2007)
- Dragon Hunter (2009)
- Romantically Challenged (2010)
- Superstore (2017-2020)